# Lippó
Lippó é um município da Hungria, situado no condado de Baranya. Tem 14,53 km² de área e sua população em 2019 foi estimada em 464 habitantes.